# Конформизъм
Конформизъм e промяна на поведението, чрез която индивидът отговаря на натиска на групата, опитвайки се да е в съгласие с нея, като приема предложени или наложени норми. Тази промяна минава през отрицание на някои предишни позиции и води до самоодобрение чрез приемането на новите.
Факторите за проява на конформно поведение са свързани с размер, сила на групата, социална подкрепа, атрактивност на източника на влияние. Условия за получаване на конформизъм са единомислието на групата, несигурност, изпитвана от индивида, на когото мястото в групата му импонира.
Важен е опитът на полския психолог Соломон Аш, при който на група от хора, всички от които са подставени лица освен един наивен субект, са показани два листа, на единия от които има начертана линия с дадена дължина, а на другия същата линия е заобиколена от други две с различна дължина. Участниците са помолени да посочат коя линия съответства на първата. Първоначално всички давали очевидния отговор. Но след това всички подставени лица започнали да избират един и същ грешен отговор. Психологът предположил, че наивният субект ще избере правилния отговор въпреки мнението на другите. За негова изненада субектът предпочел да избере отговор, който самият той не смята за верен, за да не се противопоставя на всеобщото мнение.